# Hakko Corporation
Hakko Corporation — розробник і виробник паяльного обладнання з Японії. Корпорація має дочірні компанії: Hakko Technologies Sdn Bhd, Hakko Products Pte Ltd. Штаб-квартира розташована в місті Осака, є офіс в Токіо і виробничі потужності в Сакаї і Козукі.
Діапазон продукції, що випускається Hakko, включає повний набір рішень для ручного паяння і демонтажу: паяльні станції і паяльники, демонтажні пристрої, термоповітряні і ремонтні станції, допоміжне обладнання та інструменти. Прилади Hakko мають дизайн, в палітрі якого переважають сині та жовті кольори.
Корпорація Hakko — виробник, зареєстрований в міжнародній системі якості, і сертифікована за стандартом ISO 9001 (JIS Z 9901). Крім того, Hakko має сертифікат ISO 14001 (JIS Q 14001), що підтверджує, що при виробництві обладнання використовуються безпечні для навколишнього середовища процеси і матеріали.

## Історія

### 1950-1960-ті
В 1952 році було засновано компанію HAKKO Metal Industries, яка на початку була невеликою майстернею в Осаці з колективом у 10 людей і виготовляла штампований металевий інструмент. Вже за декілька років, в 1956, компанія розпочала виробництво електричних паяльників. Ще трохи згодом, у 1958 — налагодила експорт паяльного обладнання в інші країни. Уже тоді продукція Hakko мала попит на різних континентах. Завдяки високій якості і низькій вартості попит на вироби Hakko швидко зростав, і незважаючи на постійне розширення виробничих площ в Осаці, в 1961 році була відкрита ще одна фабрика — в Сакаї. Але ринок не стояв на місці і з появою серйозних конкурентів виробники зрозуміли, що для збереження лідерських позицій необхідно впроваджувати нові технології.

### 1970-ті

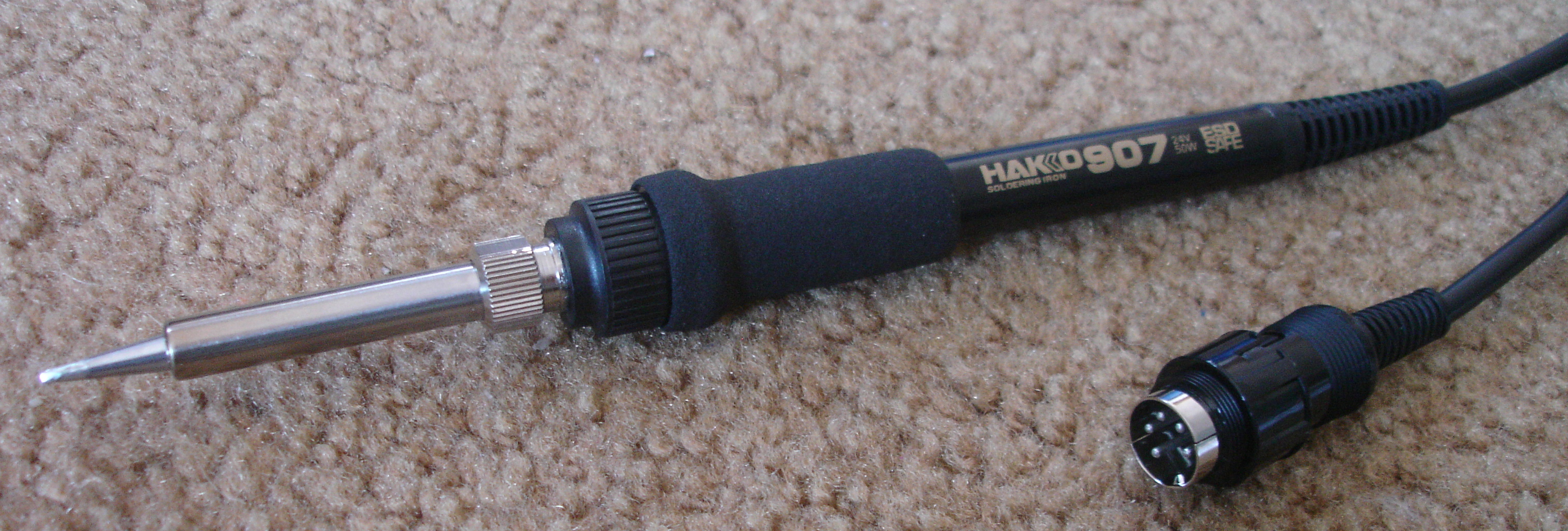
Паяльник Hakko 907

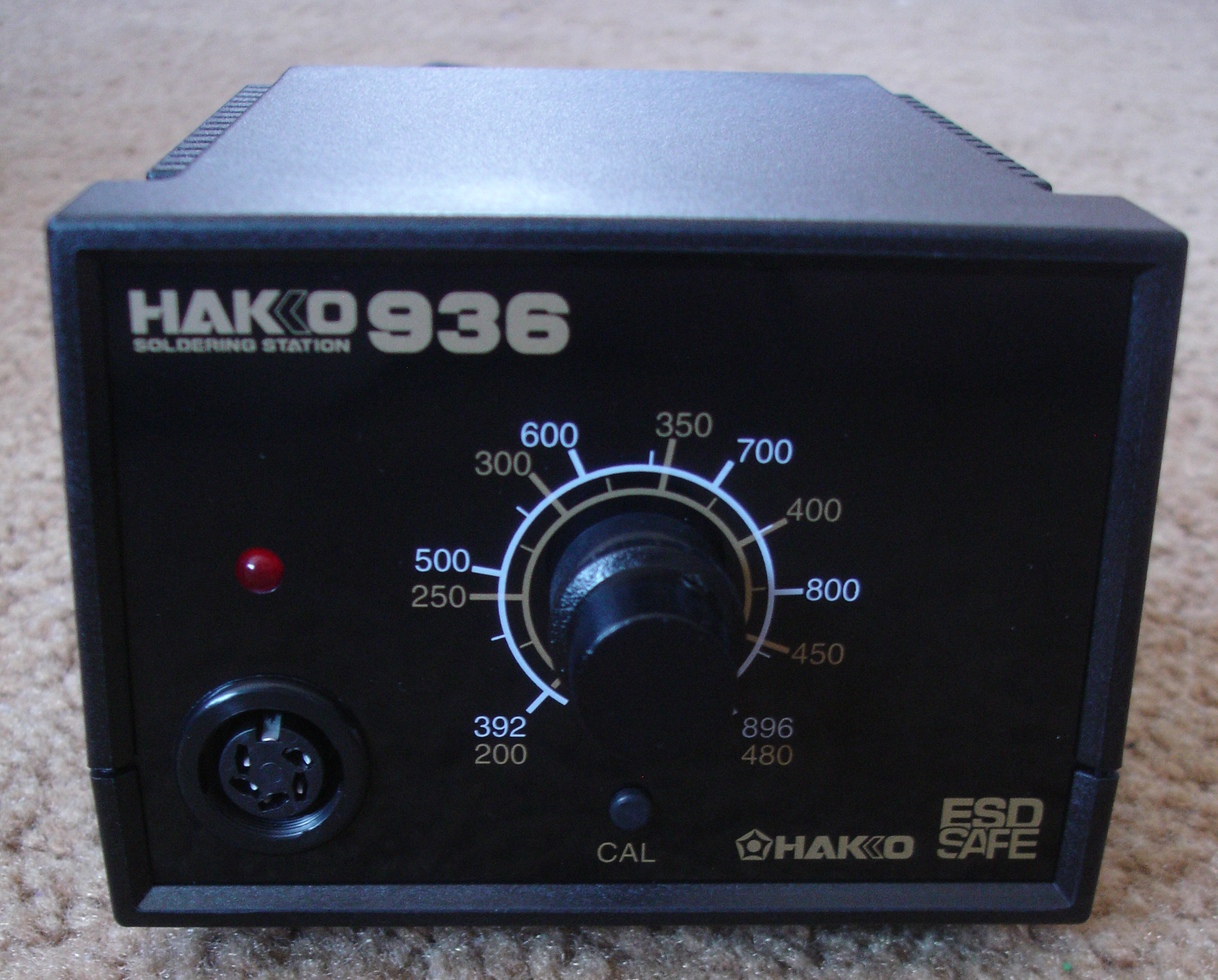
Паяльна станція Hakko 936

HAKKO Metal Industries вклали значні ресурси в науково-дослідницьку діяльність і вже в 1976 році інженери компанії розробили і представили керамічний нагрівальний елемент. Це був один із перших революційних винаходів, який мав величезний вплив на всю індустрію. Елемент міг розігріватись до температури в 700 °C. Вперше в світі був застосований новий передовий спосіб розігрівання паяльного наконечника, що дозволило в кілька разів підвищити тепловіддачу нагрівального елемента і його коефіцієнт корисної дії. Це спровокувало безліч нових технологічних рішень: застосування змінних наконечників найрізноманітнішого профілю, створення легких малогабаритних паяльників, які при цьому мали велику потужність, створення паяльників з електронним регулюванням температури, бо в нагрівальний елемент вбудовувався датчик температури, а в подальшому перехід на управління роботою паяльника за допомогою електронного блоку регулювання і ще багато інших ідей і можливостей. Крім того, значно збільшилася надійність паяльників, адже нагрівальний елемент був повністю ізольований від впливу зовнішнього середовища.
Наступним важливим етапом розвитку компанії та промисловості в цілому стало створення у 1979 році компанією Hakko паяльника з температурною стабілізацією, що вивело на новий рівень виробництво паяльного обладнання.
Цього ж року компанія випустила демонтажну станцію. У ній були поєднані попередні передові рішення (керамічний нагрівальний елемент, довговічні змінні наконечники, відсутність повітряних зазорів в місцях зіткнення теплопровідних вузлів) з принципово новим — застосуванням всмоктувальної системи з великою силою всмоктування за надзвичайно короткий час, що дозволяє ефективно видаляти припій на платах із кількістю шарів до 12.

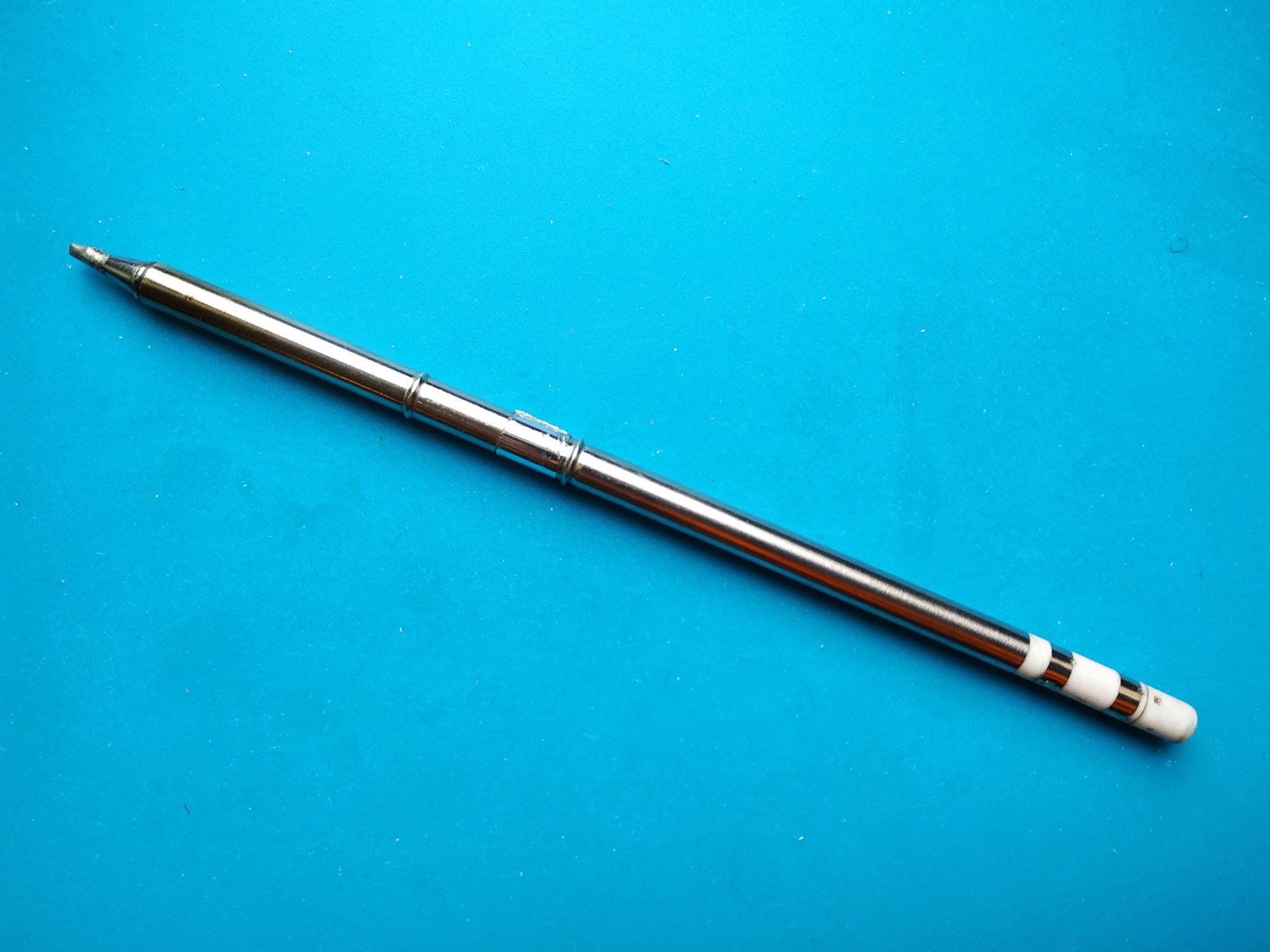
Паяльне жало Hakko T12

Розробники врахували досвід та недоліки попередніх серій паяльних жал. Після їх досліджень з'явилися наконечники для паяльників Hakko T12, які суттєво відрізнялись від усіх уже наявних. Незважаючи на те, що такі пристрої поєднують в собі жало, нагрівальний елемент та температурний датчик, зовні вони виглядають як монолітна конструкція. Ще одна перевага — Hakko Т12 вигідно вирізняються здатністю дуже швидко нагріватися (для досягнення необхідної температури потрібні лічені секунди).
Подальша історія компанії має ще цілий ряд етапів і подій.

### 1980-ті
У 1982 році розроблено паяльник з дозованим подавання припою. Наступним відкриттям була розробка серії паяльників SF з дозованим подаванням припою електроприводом і регулюванням температури для використання в автоматизованих виробничих системах.
Вже наступного року, в 1983, відбулась розробка паяльника з швидким розігрівом MACH-1. Паяння можна було починати вже через 10 секунд. Паяльник випускався з температурою 300 °C, 370 °C і 420 °C.
В 1984 році завершено будівництво нової штаб-квартири і відкрито філію в США. Цього ж року за розробку систем регулювання температури для паяльного обладнання Hakko отримали нагороду Міністерства Науки і Технологій (Science and Technology Agency).
У 1987 році офіс з продажу в Токіо переїхав в нову будівлю, створено торговий офіс в Сендай, створено філію в Сінгапурі.
В 1987 провели перший семінар з технології паяння, у 1988 — другий семінар і в 1989 — третій.
У 1989 році створена нова фабрика в Сакаї.

### 1990-ті і 2000-ні
В 1990 році створено філію в Гонконзі, в 1991 році — відкритий офіс на Філіппінах, в 1992 — в Малайзії. Hakko стрімко займає провідне місце в Тихоокеанському регіоні.
У 1997 році отримано сертифікат ISO 9001. У 1999 році компанія запустила офіційний вебсайт. У 2001 році президентом компанії став Кайоко Ношімура (Kayoko Yoshimura).
Hakko славиться не лише внеском в розвиток ринку паяльного обладнання, але й високими стандартами якості та екологічності.
Американський підрозділ компанії у 1998 році розпочав розробку американської системи якості Hakko для відповідності всієї продукції стандарту системи якості ISO 9001.
У 2004 році Hakko організували так званий «Зелений проект» (Green Project). В рамках цього проекту компанія ініціювала розробку нешкідливої для навколишнього середовища продукції, зокрема обладнання для безсвинцевого паяння. Усі нові продукти Hakko повністю відповідають вимогам директиви RoHS Європейського Союзу щодо обмеження використання деяких небезпечних речовин у виробництві електричного та електронного устаткування.
У 2005 році компанія представила паяльну станцію Hakko FX-951 для безсвинцевого паяння.